# Torneo Bicentenario de los Estados Unidos
El Torneo Copa Bicentenario fue un torneo de fútbol organizado en 1976 por la Federación de Fútbol de los Estados Unidos con motivo de las celebraciones del 200 aniversario de la Declaración de Independencia de los Estados Unidos.

## Organización
La competición se produjo después de que Inglaterra e Italia no lograran clasificarse para la Eurocopa de 1976. Estos dos se unieron a Brasil y Team America, un equipo compuesto por estrellas que juegan en la liga de fútbol de América del Norte.
El seleccionado estadounidense en esa época no se había desarrollado lo suficiente como para competir contra equipos tan poderosos como Brasil, Italia e Inglaterra, por lo que se creó el Team America, conformado por jugadores de diferentes nacionalidades procedentes de clubes de la North American Soccer League. El Team America contaba con jugadores tales como Pelé, Ramón Mifflin, George Best, Giorgio Chinaglia y Bobby Moore.
El día después de que Inglaterra jugara contra el Team America, se le consultó a la La Asociación del Fútbol (conocida como FA) sobre el estado del partido, respondiendo que era "un juego de entrenamiento". En consecuencia, la FA no incluye el partido en su lista de partidos internacionales. Las asociaciones de Brasil e Italia, por el contrario, listaron sus partidos contra el Team America como internacionales absolutos. En enero de 2001, la FIFA aclaró que estos partidos no son considerados oficiales, ya que no se jugaron entre selecciones de países miembros de la FIFA.

## Posiciones
| Equipo       | Pts | PJ | PG | PE | PP | GF | GC | Dif |
| ------------ | --- | -- | -- | -- | -- | -- | -- | --- |
| Brasil       | 6   | 3  | 3  | 0  | 0  | 7  | 1  | +6  |
| Inglaterra   | 4   | 3  | 2  | 0  | 1  | 6  | 4  | +2  |
| Italia       | 2   | 3  | 1  | 0  | 2  | 7  | 7  | 0   |
| Team America | 0   | 3  | 0  | 0  | 3  | 1  | 9  | -8  |

| 23 de mayo de 1976 | Team America | 0:4 | Italia                                                                               | Robert F. Kennedy Memorial Stadium, Washington D. C. |                                 |
|                    |              |     | Fabio Capello 15' · Paolo Pullici 22' · Francesco Graziani 72' · Francesco Rocca 84' | Asistencia: 33.455 espectadores                      | Asistencia: 33.455 espectadores |

| 23 de mayo de 1976 | Brasil               | 1:0 | Inglaterra | Los Angeles Memorial Coliseum, Los Ángeles |                                 |
|                    | Roberto Dinamite 89' |     |            | Asistencia: 32.900 espectadores            | Asistencia: 32.900 espectadores |

| 28 de mayo de 1976 | Team America | 0:2 | Brasil      | Kingdome, Seattle               |                                 |
|                    |              |     | Gil 39' 58' | Asistencia: 32.500 espectadores | Asistencia: 32.500 espectadores |

| 28 de mayo de 1976 | Inglaterra                               | 3:2 | Italia                     | Yankee Stadium, New York        |                                 |
|                    | Mick Channon 47' 51' · Phil Thompson 48' |     | Francesco Graziani 15' 18' | Asistencia: 40.650 espectadores | Asistencia: 40.650 espectadores |

| 31 de mayo de 1976 | Team America         | 1:3 | Inglaterra                               | John F. Kennedy Stadium, Filadelfia |                                 |
|                    | Stewart Scullion 86' |     | Kevin Keegan 23' 29' · Gerry Francis 54' | Asistencia: 16.239 espectadores     | Asistencia: 16.239 espectadores |

| 31 de mayo de 1976 | Italia           | 1:4 | Brasil                                                   | Yale Bowl, New Haven            |                                 |
|                    | Fabio Capello 2' |     | Gilberto Alves 29' 52' · Zico 73' · Roberto Dinamite 75' | Asistencia: 36.096 espectadores | Asistencia: 36.096 espectadores |

| Campeón Brasil |

## Goleadores
| Jugador            | Selección | Goles |
| ------------------ | --------- | ----- |
| Gil                | Brasil    | 4     |
| Francesco Graziani | Italia    | 3     |
| Fabio Capello      | Italia    | 2     |